# اليوبيل الماسي للملكة إليزابيث الثانية
شهد عام 2012 اليوبيل الماسي للملكة إليزابيث الثانية، وهو الذكرى الستون لتولّي الملكة إليزابيث الثانية العرش في 6 فبراير 1952. لم يُحتفل بيوبيل ماسي لأي من أسلاف إليزابيث سوى الملكة فيكتوريا في عام 1897.
جرت فعاليات تذكارية في جميع أنحاء دول الكومنولث، استمرارًا لتقليد يوبيلَي الفضة والذهب للملكة. وبالمقارنة مع يوبيل الذهب السابق، تقلصت الاحتفالات داخل المملكة المتحدة بشكل كبير، نظرًا لسياسات التقشف الاقتصادي التي تبنّاها حزب المحافظين الحاكم، إذ عُدّت التكاليف المرتفعة غير مناسبة في ظل التقشف واسع النطاق.
زارَت الملكة ودوق إدنبرة أرجاء المملكة المتحدة، بينما زار أعضاء آخرون من العائلة الملكية بقية دول الكومنولث بوصفهم ممثلين عن الملكة. وشكّل هذا الاحتفال بداية انسحاب دوق إدنبرة من الحياة العامة، وصعود دور أكثر بروزًا لدوق كامبريدج والأمير هاري في شؤون الكومنولث.
نُظمت العديد من الفعاليات والتكريمات على مدار العام وفي مختلف أنحاء الكومنولث، وتُوّجت بعرض ملكي ضخم أُقيم في لندن. أُنشئ «صندوق اليوبيل الماسي للملكة إليزابيث» كمؤسسة خيرية بهدف ترك إرث دائم في دول الكومنولث. وشملت مشروعات أخرى «غابة اليوبيل الماسي للملكة إليزابيث» وإصدار ميداليات تذكارية.

## في الكومنولث وخارجه
في اجتماع رؤساء حكومات الكومنولث عام 2011 في برث، أستراليا، أُعلن عن تأسيس «صندوق اليوبيل الماسي للملكة إليزابيث» من قبل رئيس الوزراء البريطاني ديفيد كاميرون، ودُشّن رسميًا في المملكة المتحدة في 6 فبراير 2012. وتولى رئاسته رئيس الوزراء البريطاني الأسبق السير جون ميجور. كان الهدف من الصندوق دعم منظمات ومشروعات خيرية في دول الكومنولث، مع التركيز على مجالات مثل علاج الأمراض وتعزيز جميع أشكال الثقافة والتعليم. وفي أوائل عام 2012، أعلنت رئيسة وزراء أستراليا جوليا غيلارد عن مساهمة قدرها 5.4 مليون دولار أسترالي من قبل التاج الأسترالي في الصندوق، بينما قدم التاج النيوزيلندي لاحقًا تبرعًا مشابهًا بقيمة مليون دولار نيوزيلندي. وفي أبريل، أعلنت الحكومة الكندية أن رئيس الوزراء الأسبق جان كريتيان سيكون ممثل كندا في المنظمة.
في فبراير 2012، نُقل عن مستشار رفيع المستوى أن الملكة حدّدت مبدأين لتخطيط احتفالات اليوبيل: يجب تقليل استخدام الأموال العامة، ولا ينبغي «إجبار الناس على الاحتفال». كان أول حدث دولي كبير ضمن الاحتفالات هو «عرض اليوبيل الماسي»، والذي عُرف أيضًا باسم «العالم يأتي إلى وندسور»، وهو عرض استعراضي أُقيم في قلعة وندسور للاحتفال بجولات وزيارات الملكة لأكثر من 250 بلدًا، إضافة إلى شغفها بالخيول. شارك في العرض 550 حصانًا و1100 مؤدٍّ من مختلف أنحاء العالم، وأُقيم في الأمسيات من 10 إلى 13 مايو، بعد انتهاء فعاليات معرض الخيول الملكي السنوي في النهار. حَضرت الملكة العرض في ليلته الأخيرة.
في 18 مايو، استضافت الملكة غداءً غير رسمي في قلعة وندسور حضره أكثر من عشرين ملكًا حاليًا أو سابقًا من بلدان أخرى. وفي مساء اليوم نفسه، أقام أمير ويلز ودوقة كورنوال مأدبة عشاء حضرها معظم هؤلاء الملوك، لكن الملكة لم تحضر. وُجّهت انتقادات لحضور ملك البحرين الغداء، بسبب ما وُصف بقمع احتجاجات عام 2011 في بلده. وفي لندن، تجمّع محتجون ضد الملك خارج قصر باكنغهام خلال مأدبة العشاء، رغم أنه لم يحضرها.
أُشعلت آلاف المشاعل في مختلف أنحاء الكومنولث في 4 يونيو. كان من المقرر إشعال 2012 مشعلًا، تماشيًا مع سنة 2012، لكن في النهاية أُشعل أكثر من ضعف هذا العدد. أُشعل أول مشعل في اليوبيل على أراضي كلية Apifo'ou في نوكوألوفا، عاصمة تونغا، على يد فتيان وفتيات الكشافة باستخدام مشاعل مصنوعة من ألياف جوز الهند. شاركت دول أخرى مثل كينيا وأستراليا ونيوزيلندا والهند وسيشل وسريلانكا وعدد من دول الكاريبي في إشعال المشاعل. أُشعل المشعل الأبعد في العالم في تريستان دا كونا جنوب الأطلسي، باستخدام نباتات غازية غير محلية كوقود للنار. في المملكة المتحدة، حمل جنود وجنديات أصيبوا في المعارك، إلى جانب ممثلين عن جمعيات خيرية، المشاعل إلى قمم أعلى أربع قمم جبلية في البلاد. أُشعلت المشاعل تباعًا حتى أُضيء المشعل الأخير في كندا بعد ثماني ساعات. أضرمت الملكة مشعلًا أمام قصر باكنغهام في الساعة 10:30 مساءً.
نُقل زوج الملكة، الأمير فيليب دوق إدنبرة، إلى المستشفى في 4 يونيو بسبب عدوى في المثانة، لذا لم يتمكّن من حضور أي من الفعاليات الرسمية. في ختام حفل اليوبيل الماسي، ألقى أمير ويلز خطابًا عبّر فيه عن حزنه لغياب والده، وطلب من الحشود أن يهتفوا بصوت عالٍ حتى يسمعهم في المستشفى. وذكر الأمير إدوارد، إيرل ويسيكس، بعد زيارته لوالده، أن الأخير كان يشاهد الاحتفالات على شاشة التلفاز. زارت الملكة زوجها في المستشفى في اليوم التالي.
وفي الليلة نفسها، أُذيع تسجيل مسبق للملكة عُرض على شاشات التلفاز حول العالم.

## ممالك الكومنولث

### أنتيغوا وبربودا
في يومَي 6 و7 مارس، زار إيرل وكونتيسة ويسيكس أنتيغوا وبربودا احتفالًا باليوبيل الماسي للملكة. وصل الزوجان في صباح 6 مارس إلى «رصيف نلسون» على متن اليخت المحرّك «لياندر». وقد استُقبلا من قبل الحاكمة العامة السيدة لويز ليك-تاك، ورئيس الوزراء بالدوين سبنسر، وأعضاء من البرلمان. بعد ذلك، زار الزوجان فندق «كوبر آند لامبر ستور»، حيث التقيا بشخصيات بارزة من أنتيغوا وبربودا. ثم قاما بجولة في متحف الرصيف البحري وشاهدا شجرة «النخيل الملكية» التي غرستها الملكة في الرصيف عام 1966.
تبع ذلك مراسم غرس شجرة في «رصيف نلسون»، ثم جولة في مركز تفسير «داوز هيل» الواقع في «شيرلي هايتس». واختُتمت فترة ما بعد الظهر بغداء أُقيم في «نُزل الأدميرال» في رصيف نلسون، بدعوة من رئيس الوزراء. وفي مساء يوم الثلاثاء، أقامت الحاكمة العامة مأدبة عشاء رسمية للزوجين في نادي «ميل ريف».
في اليوم الثاني من الزيارة، زار إيرل وكونتيسة ويسيكس مؤسسات ترتبط بأعمالهما الخيرية الشخصية. زارت الكونتيسة قسم الأطفال في مركز «ماونت سانت جون» الطبي، ومدرسة «الأميرة مارغريت»، ومدرسة «أديل» للأطفال ذوي الاحتياجات الخاصة في مدينة سانت جون. أما الإيرل فزار «برنامج جائزة دوق إدنبرة» ومدرسة «أنتيغوا للنحو».
واختُتمت زيارتهما إلى أنتيغوا وبربودا بغداء خاص بمناسبة اليوبيل الماسي في منتجع «جومبي باي» الواقع في جزيرة «لونغ آيلاند».
وفي يونيو، جرى إشعال مشعل اليوبيل وإقامة قدّاس شكر رسمي في أنتيغوا وبربودا. وحصل خمسون مواطنًا من أنتيغوا وبربودا على «ميدالية اليوبيل الماسي»، والتي قُدّمت من قبل الحاكمة العامة.